# Aggregata kudoi
Aggregata kudoi is een soort in de taxonomische indeling van de Myzozoa, een stam van microscopische parasitaire dieren. Het organisme komt uit het geslacht Aggregata en behoort tot de familie Aggregatidae. Aggregata kudoi werd in 1979 ontdekt door Narasimhamurti.